# Суцос, Панайотис
Панайо́тис Су́цос (греч. Παναγιώτης Σούτσος; 1806, Константинополь, Османская империя — 1868, Афины) — греческий поэт, один из основоположников новогреческого романтизма. Брат Александроса Суцоса.

## Биография
Провёл юность в изгнании (жил в Бухаресте, Париже и др.) и вернулся в Грецию с воцарением Оттона I, основав в 1832 году газету «Солнце» (греч. Ήλιος). Публиковал в этой газете стихи, приветствующие нового монарха и ставящие проблему преемственности новой Греции по отношению к античной традиции.
Во многих стихотворениях Суцоса возникала тема Олимпийских игр как символа могущества древнегреческой культуры. В одном из них, написанном и опубликованном в 1833 году, явившаяся поэту тень Платона прямо вопрошала: «Где ваши Олимпийские игры?» (по другим данным, это стихотворение было написано братом Панайотиса Александром  (греч.)). В 1835 году Суцос направил королю Оттону меморандум о необходимости возрождения Олимпийских игр, но, несмотря на положительный ответ, ничего не было сделано. Тогда в 1842 году Суцос опубликовал статью об этом. Несмотря на отсутствие поддержки, Суцос пропагандировал идею новых Олимпийских игр на протяжении долгих лет, и в середине 50-х годов нашёл единомышленника в лице Евангелиса Заппаса, усилиями которого в 1859 году были проведены первые новогреческие Олимпийские игры.